# 铂化合物
铂化合物是铂（Pt）元素形成的化合物。铂化合物中铂元素的价态以+2和+4价居多，一些铂化合物具有生物毒性，它们同时也可用作药物。

顺铂（cis-[Pt(NH_{3})_{2}Cl_{2}]）可用于抗癌药物。

## 铂-卤素化合物

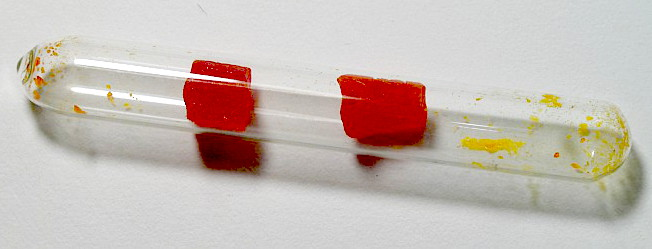
氯铂酸（H_{2}PtCl_{6}）是合成很多铂化合物的原料

铂最常见的卤化物是二氯化铂（PtCl2）和四氯化铂（PtCl4），其中，二氯化铂存在α和β两种晶型，β型晶体具有分散的Pt6Cl12单元，具有挥发性。β-PtCl2在500 °C会转变为α-PtCl2。它可由氯铂酸的热分解制得。四氯化铂为聚合结构，铂由桥联的氯连接。它也可由氯铂酸分解得到，但产物需要在氯气中加热提纯。
蔡斯盐（K[PtCl3(C2H4)]）是最早被报道的金属有机化合物之一，它最初由PtCl4为原料反应制得，后面人们发现使用K2[PtCl4]和乙烯在催化下反应，也能得到该化合物。

## 铂-氧化合物
铂存在多种氧化物，其中，一氧化铂（PtO）可由二氧化铂（PtO2）或氢氧化亚铂（Pt(OH)2）的热分解制得。二氧化铂可由氯铂酸或氯铂酸铵在硝酸钠熔体中分解得到。
羧酸铂也是重要的含Pt-O键的化合物。乙酸铂(II)可由乙酸银和氯化铂(II)反应制得，它具有四聚体结构，和三聚的乙酸钯不同。以四氯合铂酸钾或二溴化铂为原料进行该反应，得到的产物为含Pt(II)和Pt(III)的混合价态的乙酸盐，“乙酸铂蓝”（PAB）。PAB可用于制备混合金属的乙酸铂，如PtIn(OAc)5、PtCo(OAc)4(OH2)·AcOH等。

## 其它铂化合物
铂可以和膦形成配合物。例如，四(三苯基膦)铂(0)可由氯亚铂酸钾在乙醇中和氢氧化钾、三苯基膦（PPh3）反应制得，它是浅黄色粉末，在空气中分解，在乙醇中煮沸可以得到三(三苯基膦)铂(0)。三(三苯基膦)铂(0)和氧反应，可以得到Pt(O2)(PPh3)2，它进一步和一氧化氮反应，可以得到Pt(NO2)2(PPh3)2。